# Hlineu Corona
Hlineu Corona est une corona, formation géologique en forme de couronne, située sur la planète Vénus par -38,7° S et 241° E. Elle est localisée dans le quadrangle d'Helen Planitia. Elle a été nommée en référence à Hlineu, déesse ancêtre Chin/Kieng (Birmanie/Myanmar, Bangladesh). 

## Géographie et géologie
Hlineu Corona couvre une surface circulaire d'environ 150 km de diamètre. 